# Special Extra Export Stout
Special Extra Export Stout is een Belgisch bier.
Het bier wordt gebrouwen door De Dolle Brouwers te Esen (een deelgemeente van Diksmuide).
Special Extra Export Stout is een donkere stout met een alcoholpercentage van 9%. Het bier werd aanvankelijk gebrouwen op vraag van de Amerikaanse invoerder van de brouwerij. Het wordt nu enkele keren per jaar gebrouwen met dezelfde gisting als Oerbier.